# Saphobius laticollis
Saphobius laticollis là một loài bọ cánh cứng trong họ Bọ hung (Scarabaeidae).